# 美麗彎貝介
美麗彎貝介（学名：Loxoconcha modesta）为彎貝介科彎貝介屬下的一个种。